# Illerstaustufe 4 – Altusried
Die Illerstaustufe 4 – Altusried ist eine Staustufe der Iller zwischen Kempten und Memmingen am Flusskilometer 83,5. Sie liegt auf dem Gebiet des Marktes Altusried im Landkreis Oberallgäu. Betreiber ist die Bayerische Elektrizitätswerke GmbH, eine Tochtergesellschaft der Lechwerke AG.
Die installierte Leistung der Illerstaustufe 4 beträgt mithilfe zweier Kaplan-Turbinen 7,8 MW bei einer Fallhöhe von 9,6 m. Der Ausbaudurchfluss des Kraftwerkes beträgt 100 m³/s, das Regelarbeitsvermögen 29,5 GWh pro Jahr.